# Entrada forzada
Entrada forzada o violación de la puerta es un proceso utilizado por los militares, la policía o los servicios de emergencia para forzar cualquier estructura cerrada como las puertas. Se encuentra disponible una amplia gama de métodos, uno o más de los cuales pueden usarse en cualquier situación dada. Con respecto al uso de herramientas específicas para la entrada forzada, existen varios otros métodos para abrir la puerta. Estos métodos pueden dividirse en brechas mecánicas, brechas balísticas, brechas hidráulicas, brechas explosivas y brechas térmicas.

## Tipos
Mecánicos

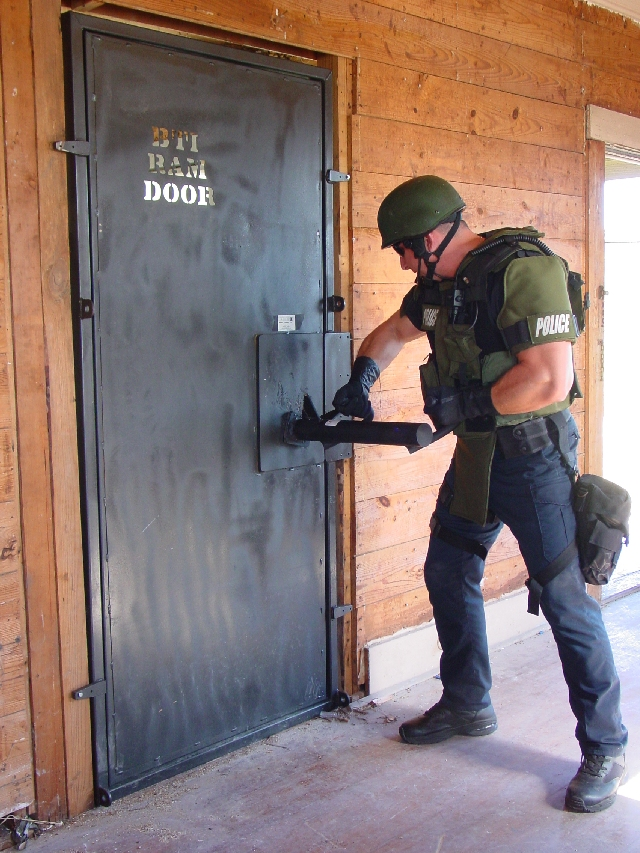
Se usa un ariete para romper una puerta de entrenamiento

Las brechas mecánicas pueden ser mínimamente destructivas mediante el uso de ganzúas.  Este método es relativamente lento y requiere un operador capacitado, pero no daña la cerradura ni la puerta. Con herramientas especializadas (es decir , herramienta A, herramienta K ), un cilindro de cerradura también se puede desmontar y desbloquear rápidamente sin quitarlo de la puerta; este método también permite que la puerta se cierre y se vuelva a bloquear. La rotura mecánica también incluye la rotura hidráulica, que utiliza un ariete hidráulico especial para superar el bloqueo. El ariete hidráulico puede accionarse manualmente, neumáticamente o eléctricamente. Los métodos más dinámicos (ruptura cinética) usan la fuerza para romper la cerradura o la puerta. Los métodos habituales son utilizar una palanca, como una barra Halligano palanca , o utilizar una herramienta para concentrar una gran cantidad de fuerza en la puerta, como un mazo , un gato hidráulico o un ariete.
Balísticos
La brecha balística utiliza un arma de proyectil para abrir una brecha. Las armas utilizadas pueden variar desde armas pequeñas hasta el cañón de 120 mm de un tanque de batalla principal con una ronda HEAT , que romperá la mayoría de los obstáculos fácilmente, aunque la fuerza involucrada puede violar las reglas de combate.  Una brecha balística menos dañina debe destruir el pestillo y la cerradura, o las bisagras de la puerta, y la opción ideal para esto es la escopeta . Aunque, en teoría, se pueden utilizar otras armas de fuego , las pistolas suelen tener poca potencia y los riflesson menos efectivos que la escopeta y presentan un riesgo mucho mayor de rebote y lesiones colaterales. La mayoría de las municiones de escopeta se pueden usar para romper, aunque el riesgo de lesiones varía según el tipo. De la munición de escopeta disponible, las balas de escopeta representan el mayor riesgo, ya que retendrán una energía significativa para causar heridas letales mucho después de haber atravesado la puerta. El perdigón es mucho más seguro y el perdigón aún más, ya que los múltiples proyectiles pequeños se dispersan rápidamente después de la penetración, lo que reduce las posibilidades de causar una herida letal. La opción más segura es una ronda frangible como la ronda TESAR o Hatton , que se convierte en polvo al atravesar la puerta y se dispersa completamente al salir.
Romper una puerta con la menor cantidad de disparos posibles es más rápido y reduce la posibilidad de daños colaterales. Atacar el pestillo y la cerradura es más fácil, ya que requiere menos disparos y es más fácil apuntar, mientras que atacar las bisagras requiere más disparos, y las bisagras pueden estar ocultas desde el exterior. Se requiere una puntería cuidadosa; los disparos al lado de la cerradura se realizan en un punto a medio camino entre la cerradura o la manija y el marco de la puerta para golpear el cerrojo que mantiene la puerta cerrada. Según la doctrina de guerra urbana estadounidense, la operación de ruptura se realiza con la boca del cañón en contacto con la puerta, o lo más cerca posible, y en un ángulo de 45 grados hacia abajo. Este proceso brinda la mejor oportunidad de llegar al punto deseado, al tiempo que minimiza el riesgo de que los ocupantes de la habitación se violen.
La capacidad del cargador y el mecanismo de funcionamiento también son consideraciones importantes en una escopeta de ruptura, porque para abrir una puerta rápidamente se requiere la capacidad de disparar múltiples tiros rápidamente. Para una brecha en el lado del pestillo, la doctrina estadounidense exige que se disparen dos tiros y luego se intente abrir la puerta. Si la puerta no se puede abrir, el proceso deberá repetirse rápidamente. Si las bisagras deben romperse, entonces la doctrina exige un total de tres disparos, uno por bisagra seguido de un intento de abrir la puerta.
Hidráulico
La rotura hidráulica es principalmente relevante cuando la rotura mecánica no funciona o no se pueden utilizar soluciones de entrada explosiva. Las principales ventajas del rompimiento hidráulico son: La operación está controlada. La operación es segura e intuitiva. Además, los sistemas no requieren mantenimiento.
Hoy en día, el área de ruptura hidráulica ofrece herramientas compactas, pequeñas pero muy fuertes. Las herramientas pueden romper puertas y diferentes objetos, levantar, extender, cortar y otras tareas. Ha desarrollado esta área y tiene una variedad de herramientas tácticas de ruptura hidráulica. La evolución comenzó con herramientas hidráulicas manuales, con los últimos desarrollos con tecnología de celdas de batería en todo el mundo se introdujo la bomba eléctrica. Proporciona portabilidad rápida y sistemas más livianos, que pueden atravesar cualquier tipo de puerta en 8 segundos.
Los sistemas se pueden utilizar tanto para tareas de rescate como para infracciones. Las herramientas hidráulicas de ruptura están siendo utilizadas por: servicios de bomberos, militares; Policía Fuerzas especiales, antinarcóticos, equipos de rescate, etc.
Explosivo
La ruptura explosiva puede ser el método más rápido, aunque también es el más peligroso, tanto para los intrusos como para los ocupantes de la habitación. Dependiendo de la situación, la ruptura con explosivos es potencialmente más lenta que una ruptura balística debido al gran distanciamiento requerido cuando se usan explosivos, si no hay cobertura disponible.  ruptura se puede realizar con una carga de ruptura especialmente formada colocada en contacto con la puerta, o con varios dispositivos de ruptura de separadores, como granadas de rifle especializadas como la granada de ruptura SIMO.
La violación con explosivos es principalmente una operación realizada por expertos en explosivos altamente capacitados. Las cargas explosivas de ruptura pueden variar desde métodos altamente enfocados, como cuerdas de detonación , explosivos plásticos o cargas en forma de tira que cortan explosivamente puertas o pestillos, hasta cargas grandes de cartera , que contienen 20 libras (9 kg) de C-4 , que pueden romper incluso bunkers de hormigón armado.
Termal
La ruptura térmica es una de las técnicas menos comunes y también una de las más lentas. Implica el uso de un soplete de corte para cortar puertas de metal.

## Ejemplos de herramientas y operaciones

Violación mecánica
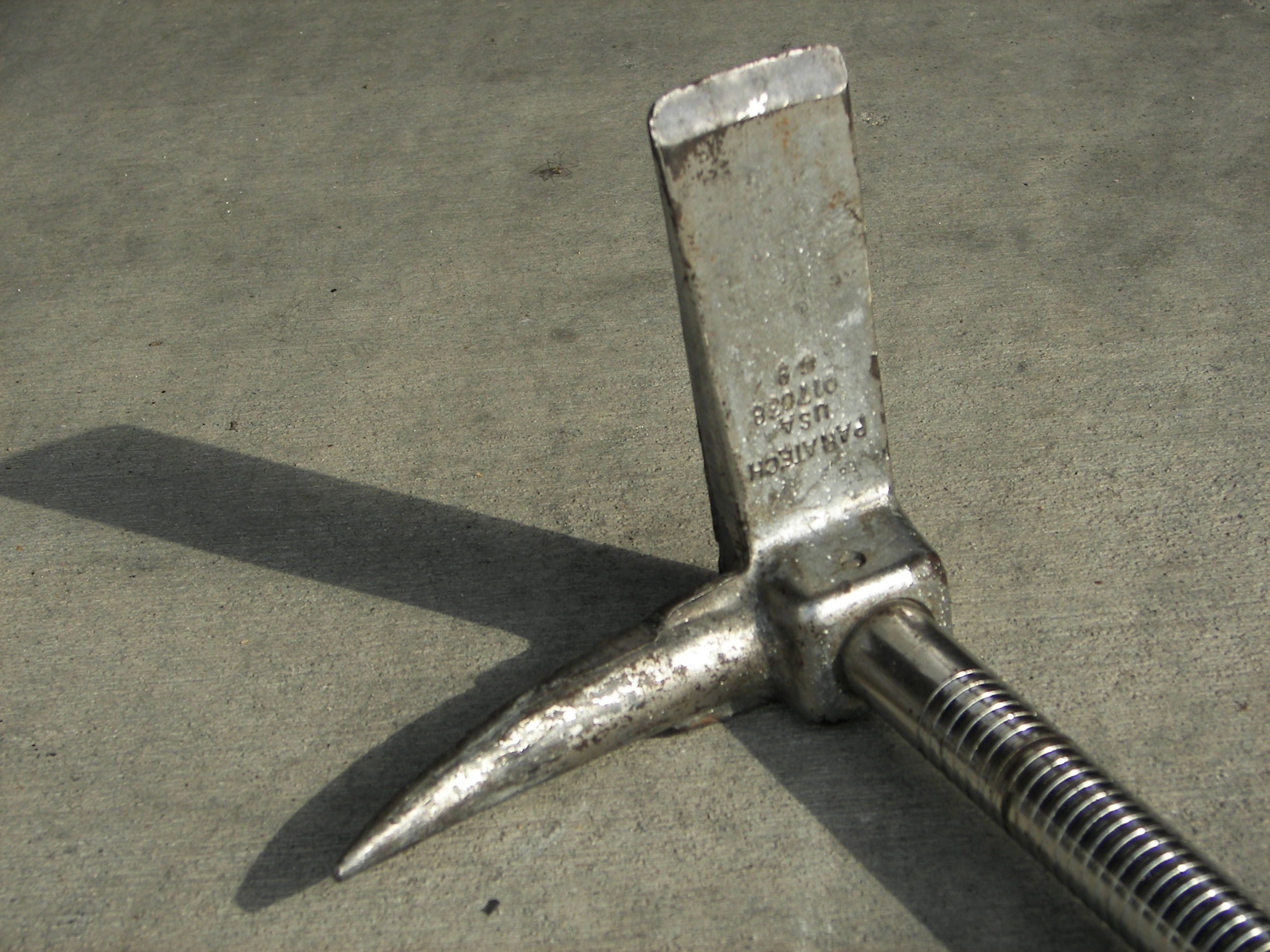
La azuela y la punta de un típico barra Halligan
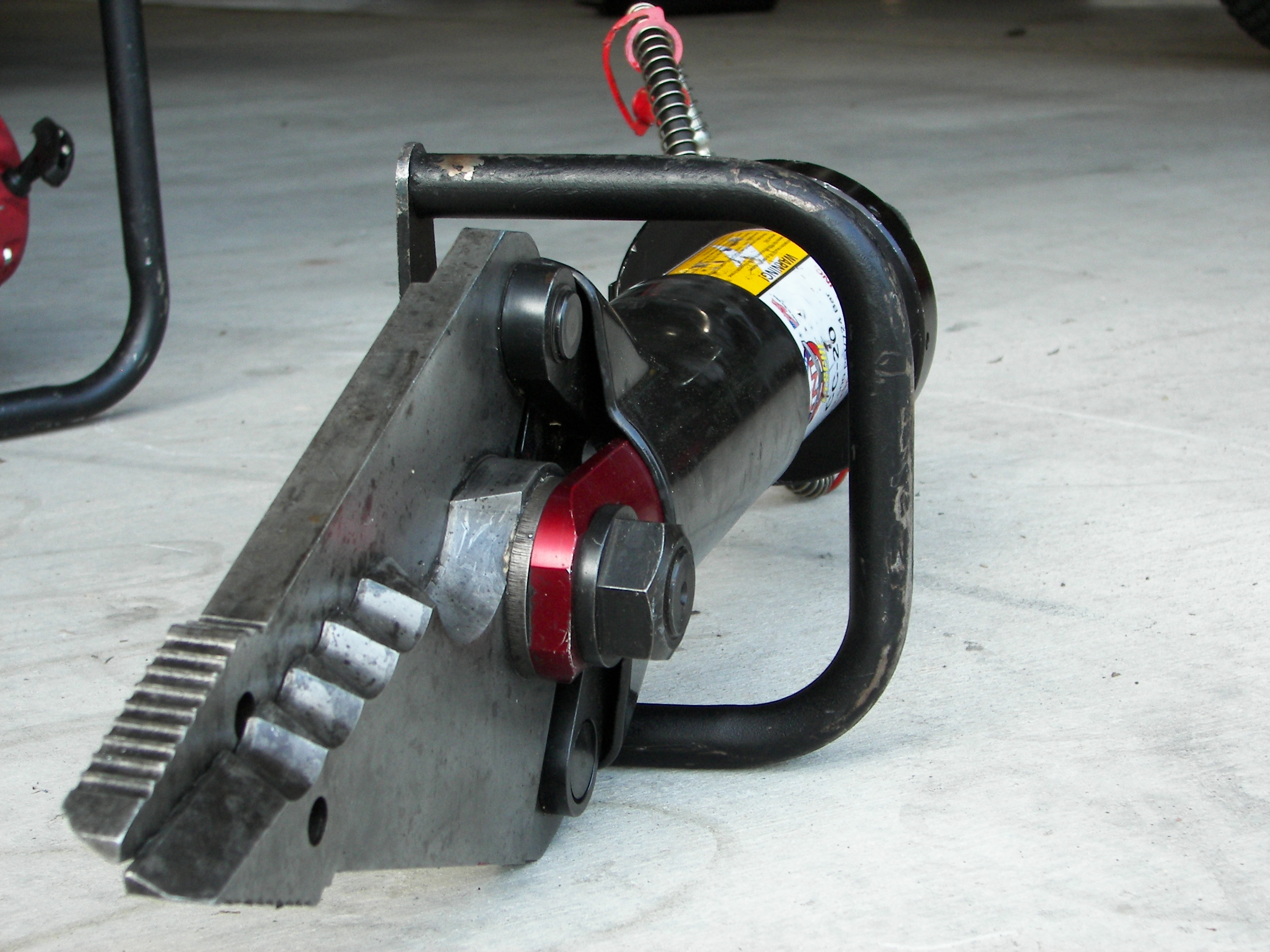
Una herramienta esparcidora-cortadora accionada externamente
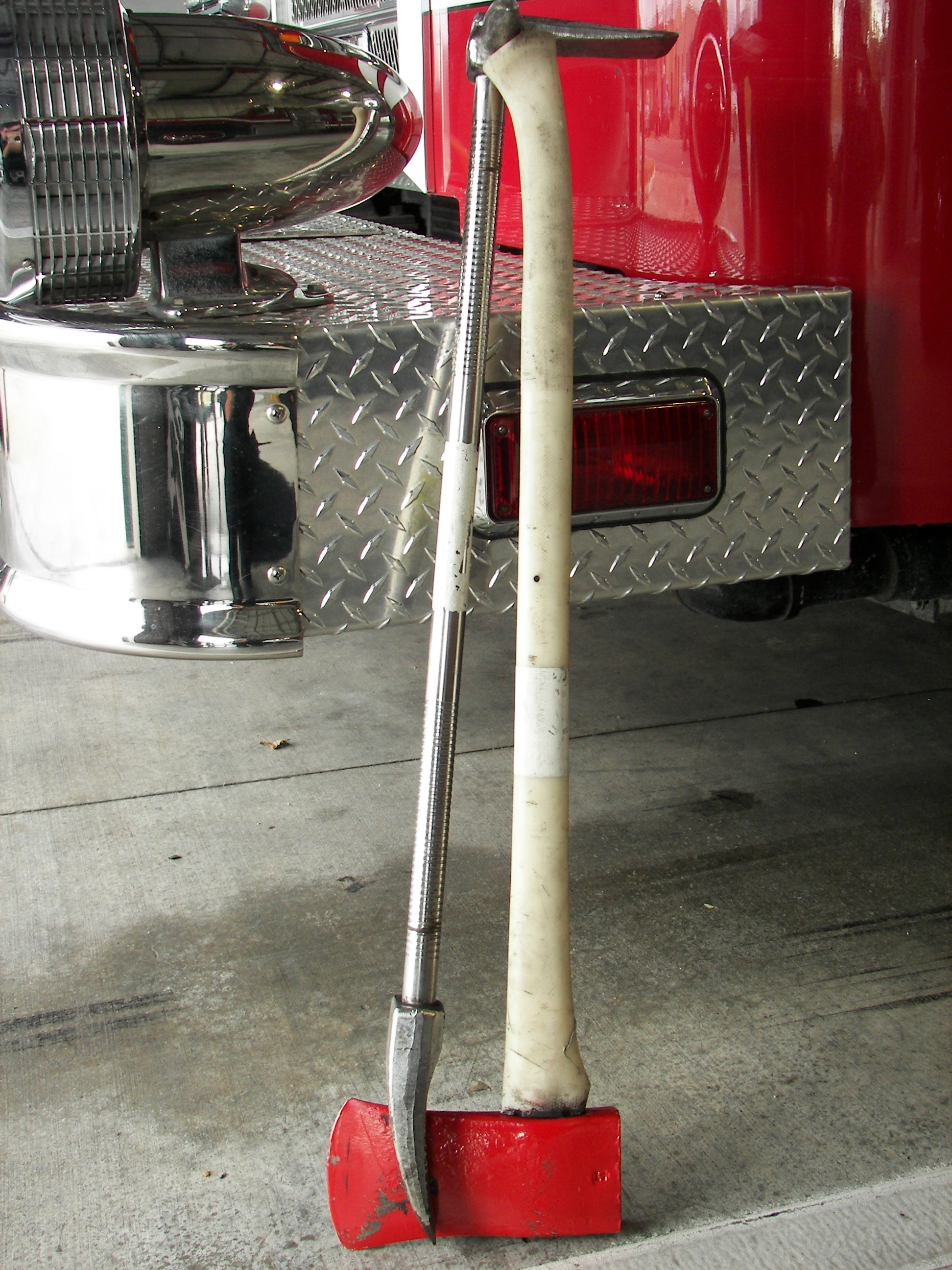
Una herramienta Halligan y un hacha , ambas herramientas comunes utilizadas por los bomberos para abrir puertas para combatir un incendio.

Violación balística
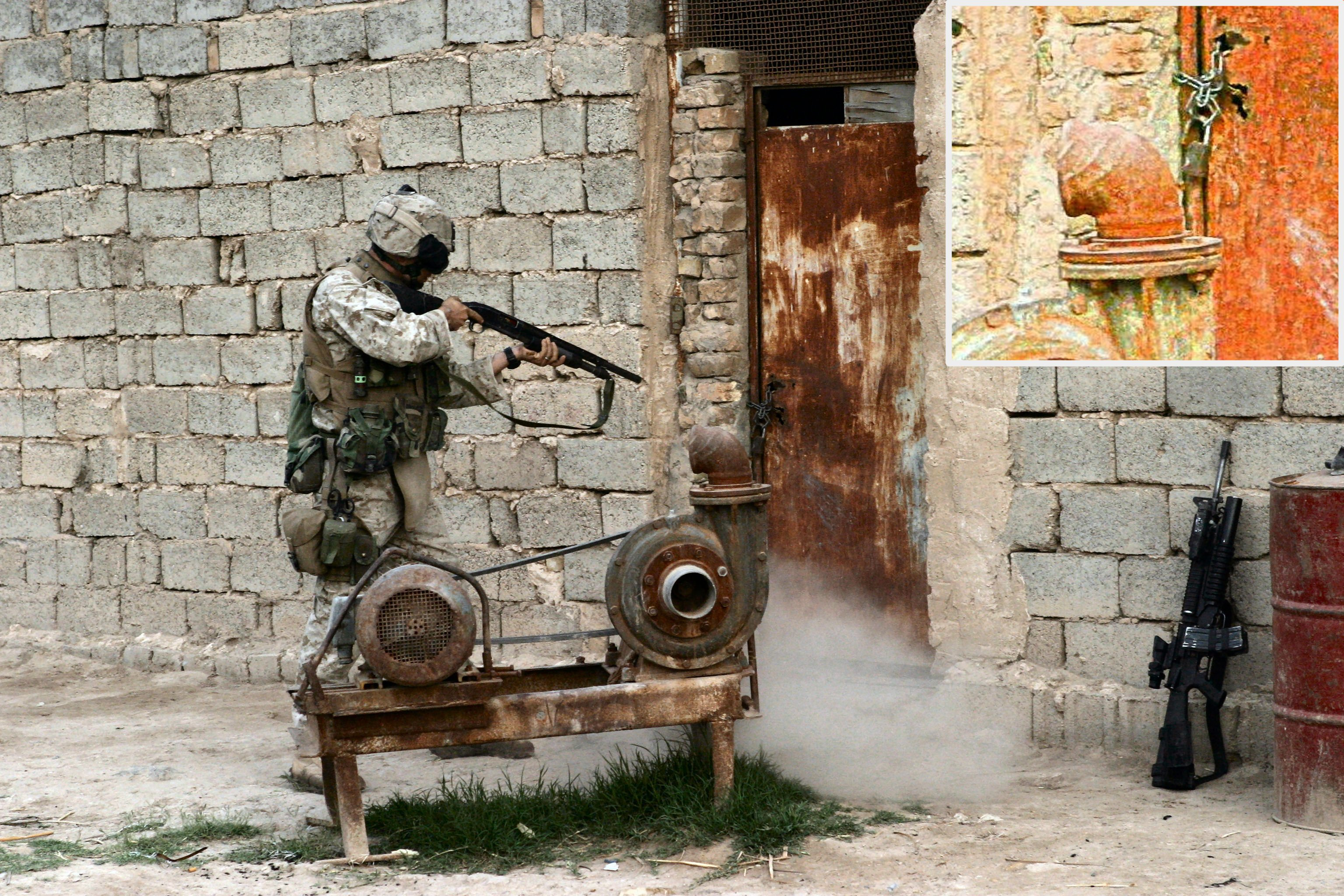
Un infante de marina de los Estados Unidos realiza una ruptura balística de una puerta con candado usando una escopeta de combate
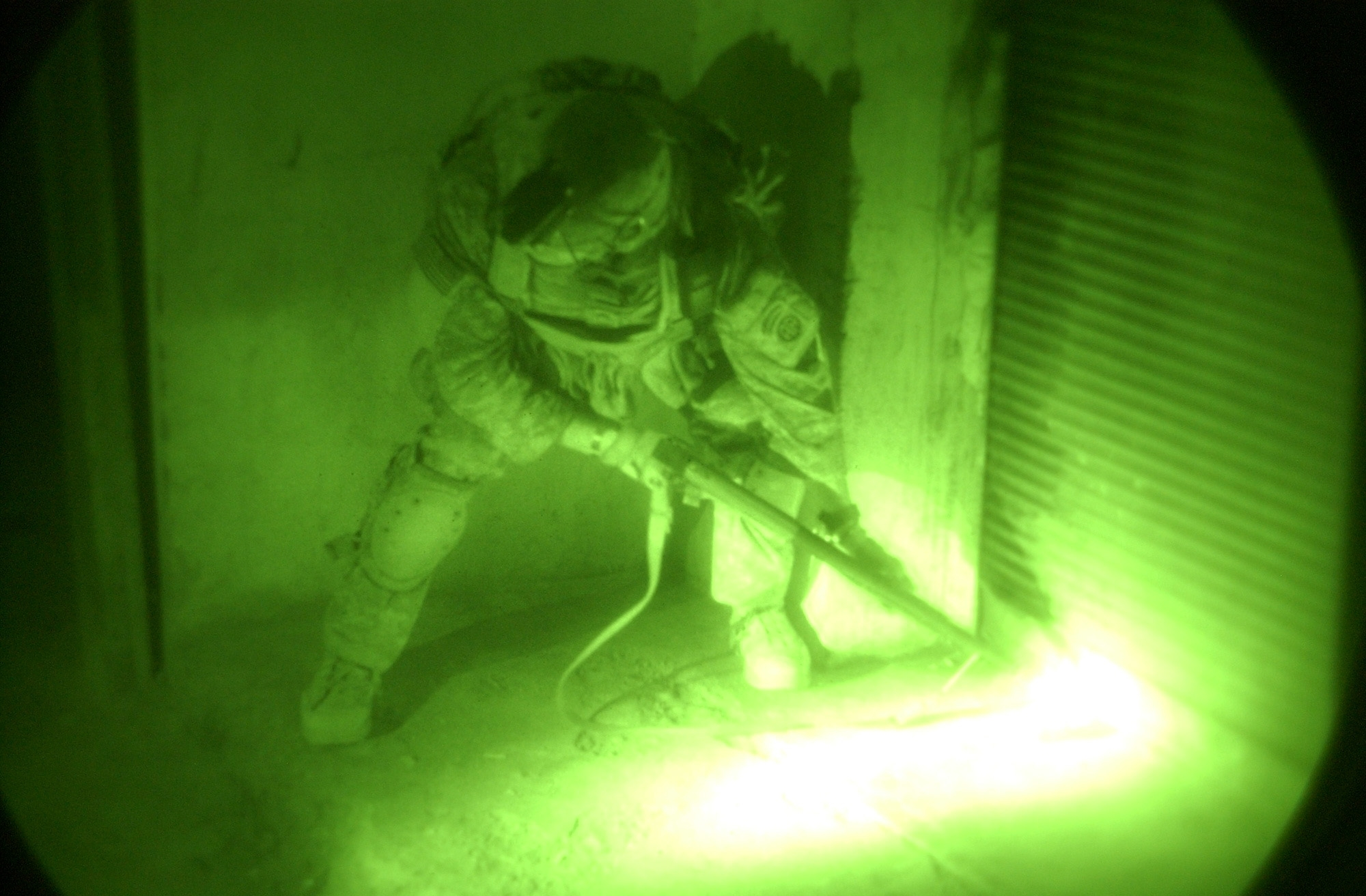
Una brecha balística en la noche de una puerta cerrada con candado; esta escopeta tiene una empuñadura de pistola en lugar de una culata completa para que sea más compacta
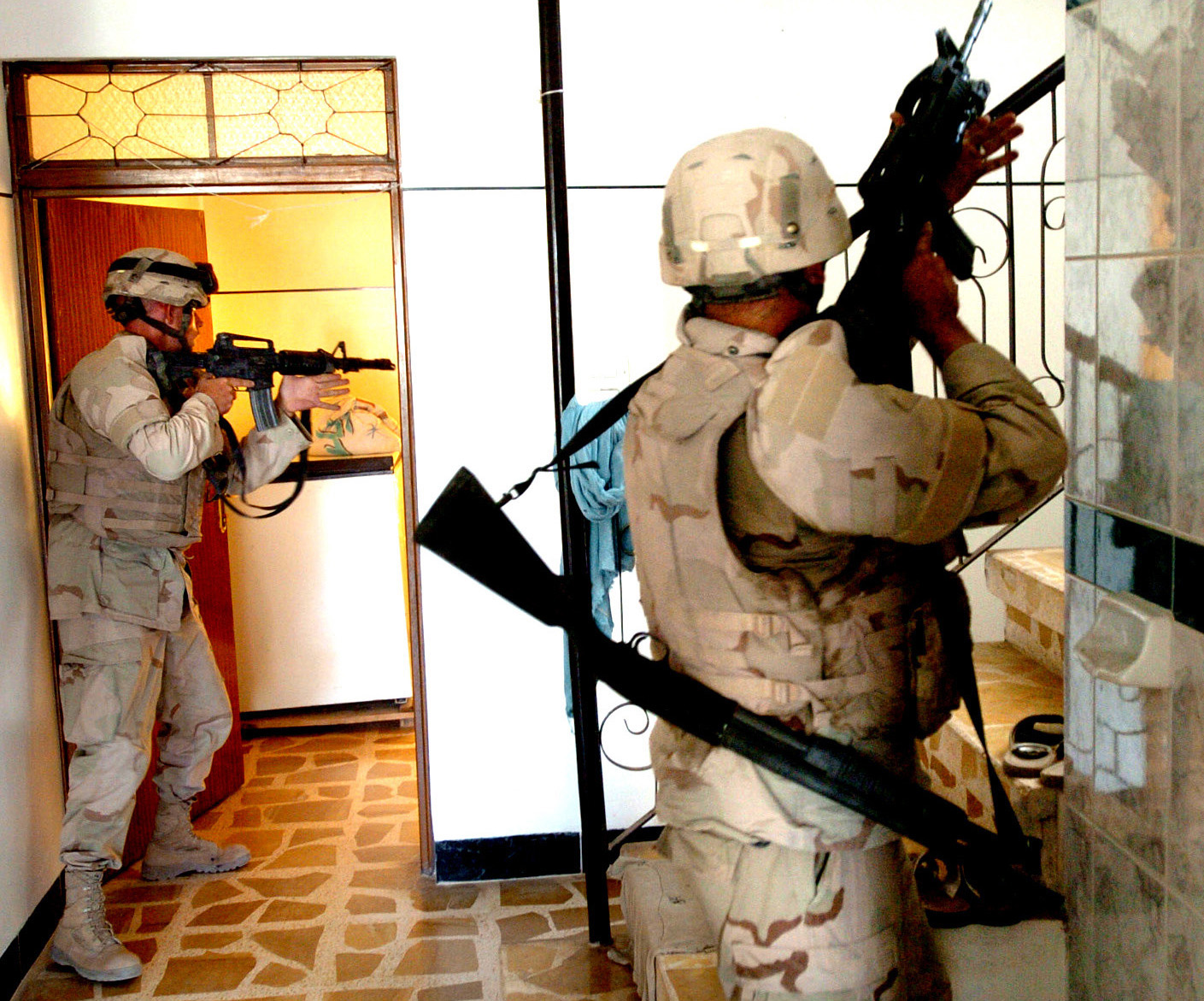
La escopeta de ruptura se puede llevar en un cabestrillo largo, para permitir una fácil transición a un arma principal.
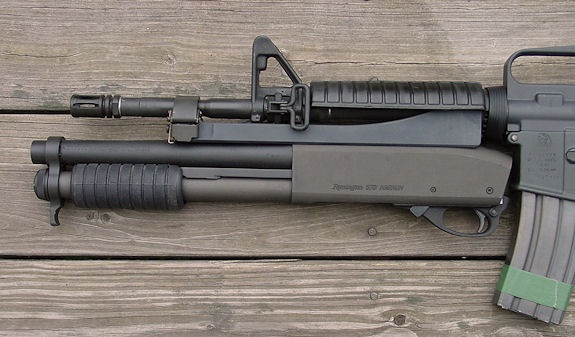
KAC Masterkey es un sistema que consta de una escopeta de acción de bombeo de calibre 12 Remington 870 montada en un rifle de asalto M16 o M4 en una configuración debajo del cañón. Esto elimina la necesidad de llevar una escopeta de ruptura separada.

- Violación hidráulica

Violación explosiva
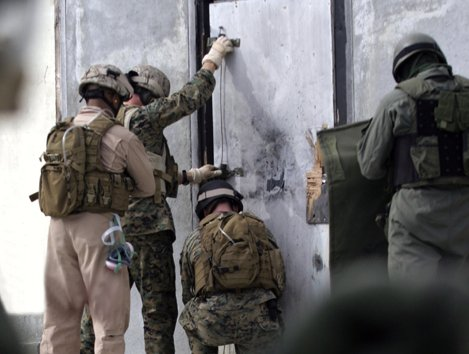
Los marines de EE. UU. Colocan una carga explosiva contra una puerta, colocada para separar la puerta de sus bisagras
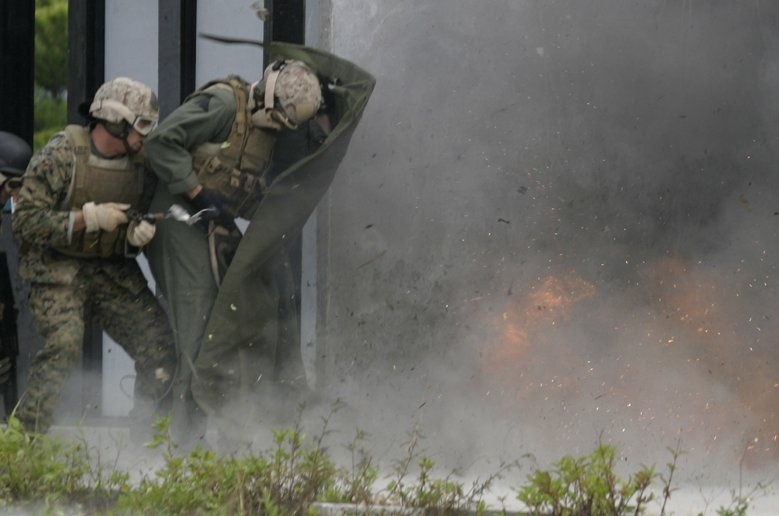
Los Marines de EE. UU. Se protegen detrás de un escudo protector durante una ruptura explosiva de una puerta
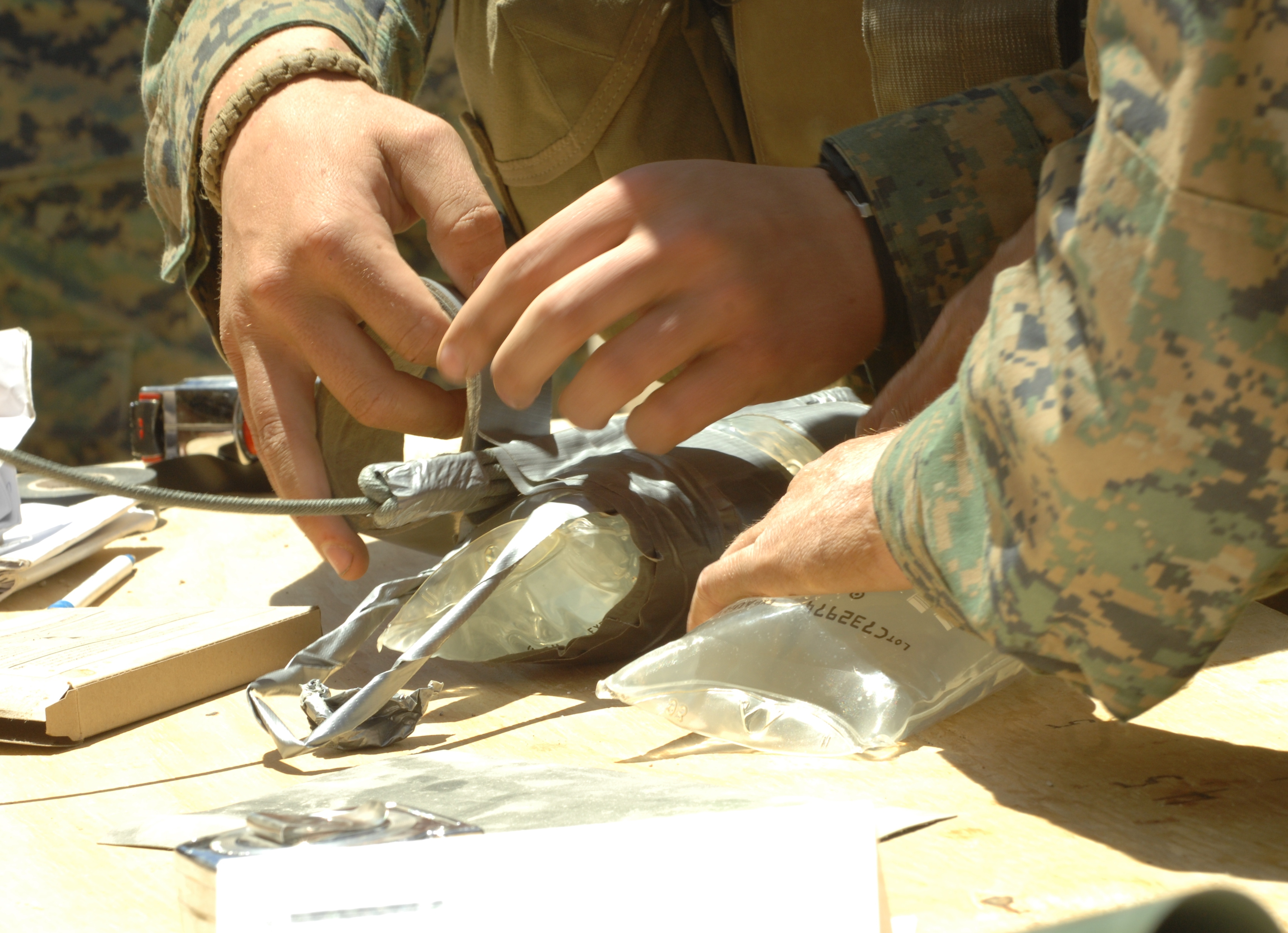
Preparación de una carga explosiva: cordón detonante enrollado pegado a una bolsa intravenosa .

Violación térmica
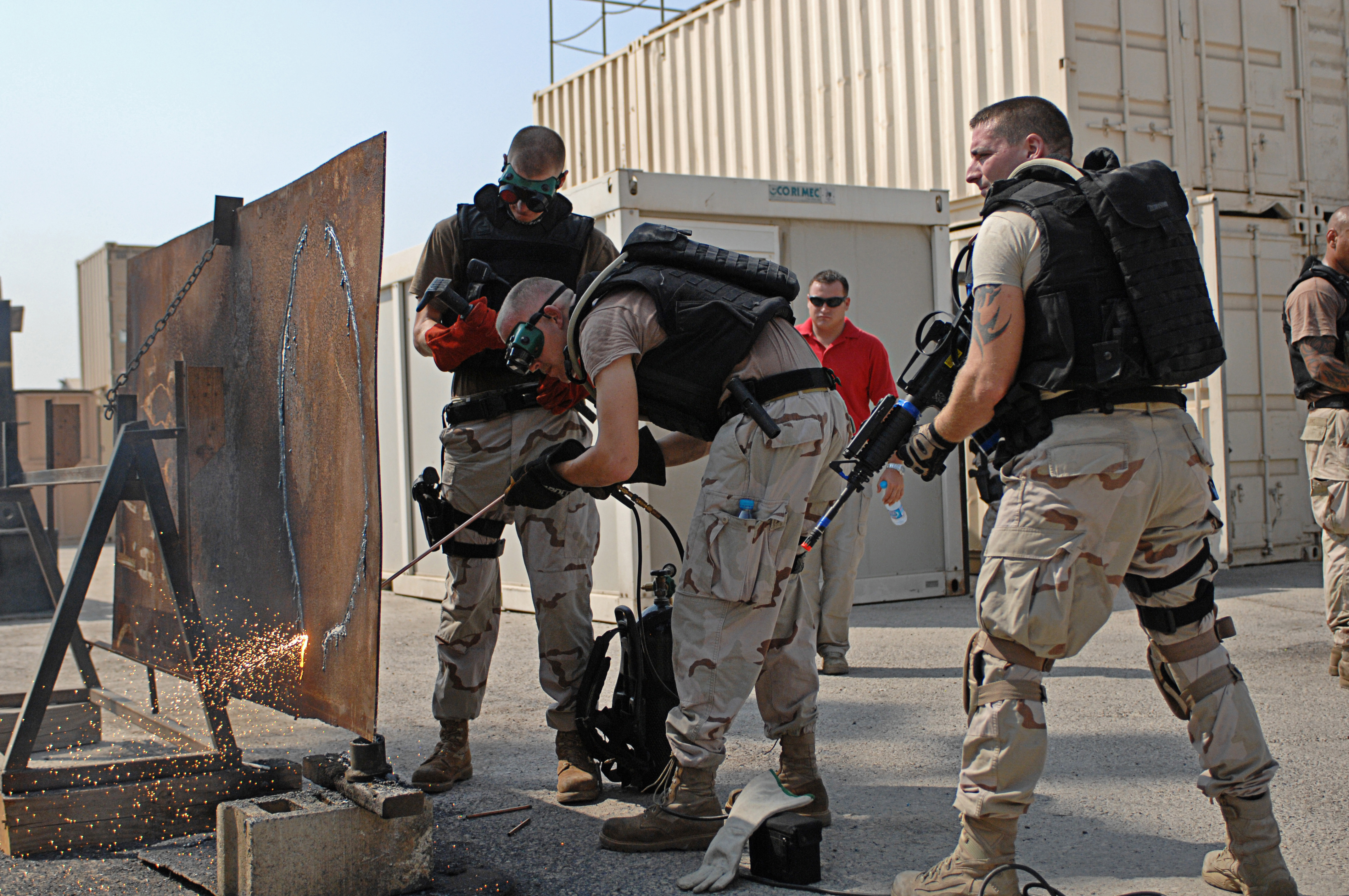
Los miembros de la tripulación de un barco de la Guardia Costera de los EE. UU. Practican técnicas de ruptura exotérmica
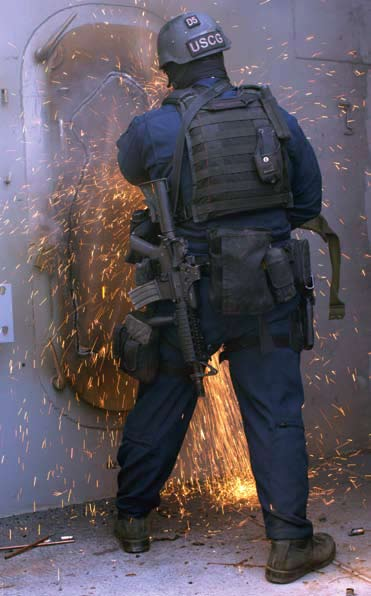
Un miembro del equipo de respuesta de seguridad marítima de la Guardia Costera de los EE. UU. Utiliza una antorcha para atravesar la puerta estanca de un barco